# Gerard Wodarz
Gerard Wodarz (Wielkie Hajduki, 10 d'agost de 1913 - Chorzów, 8 de novembre de 1982) fou un futbolista polonès de la dècada de 1930.
La seva carrera transcorregué de forma íntegra al Ruch Chorzów, club anomenat inicialment Ruch Wielkie Hajduki i Bismarckhütter SV 99 durant l'ocupació alemanya. Fou cinc cops campió polonès els anys 1933 a 1936 i 1938. Compartí vestidor amb homes com Ernest Wilimowski i Teodor Peterek. Jugà 28 partits amb la selecció polonesa en els que marcà 9 gols, i participà en els Jocs Olímpics de 1936 de Berlín i al Mundial de 1938.